# Perizoma tenuifascia
Perizoma tenuifascia là một loài bướm đêm trong họ Geometridae.